# Bernard Andrieu
Bernard Andrieu (ur. 24 grudnia 1959 w Agen) – francuski filozof i historyk ciała.

## Życiorys
Andrieu w latach 1978 - 1984 podejmował studia w Bordeaux, kończąc je obroną pracy z filozofii w dziedziny neurofilozofii. Obecnie jest on profesorem na Uniwersytecie w Nancy. Jest także profesorem epistemologii ciała i praktyk cielesnych w Wydziale Sportu Uniwersytetu w Lotaryngii. Andrieu jest również zastępcą dyrektora interdyscyplinarnego czasopisma Corps i czasopisma Recherches et Education (Nauka i edukacja).
W swojej pracy naukowej zajmuje się głównie filozofią neurobiologii, podejmując zagadnienia m.in. problem umysł-ciało, historia praktyk cielesnych, takich jak garbowanie, dotyk.
Jest redaktorem ponad 450 artykułów w Dictionary of the Body (Słowniku Ciała).

## Dzieła
- La neurophilosophie, Paris: Presses Universitaires de France, 1998
- Les cultes du corps: éthique et sciences, Paris: Éd. l'Harmattan, 1994
- (red.) Le Dictionnaire du Corps: en sciences humaines et sociales, 2006